# Басаврюк
 Басаврюк  — міфічний образ в українській усній народній творчості, що означає «бісова людина», «диявол, сатана в людській подобі». Перший письмовий опис Басаврюка зустрічається у повісті Миколи Васильовича Гоголя «Вечір проти Івана Купала», що увійшла до збірки «Вечори на хуторі біля Диканьки, видані пасічником Рудим Паньком». Основу повісті склали народні легенди та повір'я, пов'язані з древнім календарним святом літнього сонцестояння, що припадає на Іванів день (24 червня за старим стилем). Одна з легенд, яка розповідає про цвітіння папороті у ніч з 23 на 24 червня, записана М. В. Гоголем в його «Книзі всякої всячини, або Підручній енціклопедії». Чорти та відьми були особливо небезпечні напередодні свята Івана Купала (Івана Хрестителя), коли нібито ставало можливим спілкування з нечистою силою і потойбічним світом. Басаврюк дарує красним дівчатам стрічки, сережки, намиста, а «на другу ніч і чимчикує в гості який-небудь приятель з болота, з рогами на голові, і давай душити за шию, коли на шиї намисто, кусати за палець, коли на ньому перстень, чи тягти за косу, коли в неї вплетена стрічка». Басаврюк приймає людську подобу «для того, щоб відкопувати скарби; а через те, що скарби не даються нечистим рукам, так от він і приманює собі молодців». Цікаво, що в літературі зі слов'янської міфології Басаврюк не згадується. Але в міфологіях інших народів (угорців, словаків, татар) є схожі образи зі схожими назвами.